# 601 a.C.
Il 601 a.C. (DCI a.C. in numeri romani) è un anno  del VII secolo a.C.